# Tournoi des Cinq Nations 1927
Navigation
Tournoi 1926 Tournoi 1928
Le Tournoi des Cinq Nations 1927, du 1er janvier au 5 avril 1927, est remporté conjointement par l'Écosse et l'Irlande. La France évite la Cuillère de bois en battant pour la première fois l’Angleterre.

## Classement
| Rang | Nations        | J | V | N | D | PP | PC | Δ   | Pts |
| ---- | -------------- | - | - | - | - | -- | -- | --- | --- |
| 1    | Écosse (T)     | 4 | 3 | 0 | 1 | 49 | 25 | +24 | 6   |
| 1    | Irlande        | 4 | 3 | 0 | 1 | 39 | 20 | +19 | 6   |
| 3    | Angleterre     | 4 | 2 | 0 | 2 | 32 | 39 | -7  | 4   |
| 4    | Pays de Galles | 4 | 1 | 0 | 3 | 43 | 42 | +1  | 2   |
| 4    | France         | 4 | 1 | 0 | 3 | 19 | 56 | -37 | 2   |

Légende :
- J matches joués, V victoires, N matches nuls, D défaites
- PP points marqués, PC points encaissés, Δ différence PP - PC
- Pts points de classement (barème : 2 points pour une victoire, 1 point en cas de match nul, rien pour une défaite)
- T  tenante du titre 1925.

## Résultats
| 1er janvier 1927 0Colombes | France         | 03 - 8  | Irlande        |
| 15 janvier 1927 0Londres   | Angleterre     | 11 - 9  | Pays de Galles |
| 22 janvier 1927 0Édimbourg | Écosse         | 23 - 6  | France         |
| 5 février 1927 0Cardiff    | Pays de Galles | 00 - 5  | Écosse         |
| 12 février 1927 0Londres   | Angleterre     | 08 - 6  | Irlande        |
| 26 février 1927 0Swansea   | Pays de Galles | 25 - 7  | France         |
| 26 février 1927 0Dublin    | Irlande        | 06 - 0  | Écosse         |
| 12 mars 1927 0Dublin       | Irlande        | 19 - 9  | Pays de Galles |
| 19 mars 1927 0Édimbourg    | Écosse         | 21 - 13 | Angleterre     |
| 2 avril 1927 0Colombes     | France         | 03 - 0  | Angleterre     |

## Les matches de la France
Fiches techniques des quatre rencontres de la France :

### France - Irlande
| Samedi 1er janvier 1927 Temps frais mais ensoleillé | France Capitaine : Jauréguy | 3 - 8 (3-0) | Irlande Capitaine : W Crawford                                                | Stade de Colombes Bon terrain 30 000 spectateurs Arbitre : R.Scott |
| Samedi 1er janvier 1927 Temps frais mais ensoleillé | Essai(s) : Ribère           |             | Essai(s) : E Davy Transformation(s) : G Stephenson Pénalité(s) : G Stephenson | Stade de Colombes Bon terrain 30 000 spectateurs Arbitre : R.Scott |
| Samedi 1er janvier 1927 Temps frais mais ensoleillé |                             |             |                                                                               | Stade de Colombes Bon terrain 30 000 spectateurs Arbitre : R.Scott |

### Écosse - France
| Samedi 22 janvier 1927 Temps couvert | Écosse Capitaine : Drysdale                                                                   | 23 - 6 (20-3) | France Capitaine : du Manoir | Murrayfield Bon terrain 50 000 spectateurs Arbitre : M.Cumberledge |
| Samedi 22 janvier 1927 Temps couvert | Essai(s) : 4 H Waddell (2), I Smith Transformation(s) : 4/4 A Gillies Pénalité(s) : A Gillies |               | Essai(s) : 2 Piquiral, Hutin | Murrayfield Bon terrain 50 000 spectateurs Arbitre : M.Cumberledge |
| Samedi 22 janvier 1927 Temps couvert |                                                                                               |               |                              | Murrayfield Bon terrain 50 000 spectateurs Arbitre : M.Cumberledge |

### Pays de Galles - France
| Samedi 26 février 1927 Temps pluvieux | Pays de Galles Capitaine : W Delahay                                                                  | 25 - 7 (12-3) | France Capitaine : Jauréguy         | St. Helen's (Terrain marécageux) 25 000 spectateurs Arbitre : M.Jackson |
| Samedi 26 février 1927 Temps pluvieux | Essai(s) : 7 W.Harding (2), J.Roberts (2) G.Andrews, J.Burns, W.Morgan Transformation(s) : 2/7 B.Male |               | Essai(s) : Prévost Drop(s) : Verger | St. Helen's (Terrain marécageux) 25 000 spectateurs Arbitre : M.Jackson |
| Samedi 26 février 1927 Temps pluvieux | |               |                                     | St. Helen's (Terrain marécageux) 25 000 spectateurs Arbitre : M.Jackson |

### France - Angleterre
| Samedi 2 avril 1927 Temps couvert | France Capitaine : Jauréguy | 3 - 0 (3-0) | Angleterre Capitaine : Wakefield | Stade de Colombes Bon terrain 35 000 spectateurs Arbitre : M.Freethy |
| Samedi 2 avril 1927 Temps couvert | Essai(s) : Vellat           |             |                                  | Stade de Colombes Bon terrain 35 000 spectateurs Arbitre : M.Freethy |
| Samedi 2 avril 1927 Temps couvert |                             |             |                                  | Stade de Colombes Bon terrain 35 000 spectateurs Arbitre : M.Freethy |

## Sources et références
1. ↑  Pierre Salviac (préf. Roger Couderc), LE TOURNOI DES 5 NATIONS·1910-1980 : Tous les matches·Tous les résultats·Tous les joueurs, Fernand Nathan, 1981, 102 p., p. 69.